# Otto Woldemar von Freymann
Otto Woldemar Eduard von Freymann a.d.H. Nursie (* 22. November 1828; † 14. Juni 1871 in Druskininkai, heute Litauen) war russischer Offizier und Gutsbesitzer in Estland.

## Leben
Otto Woldemar besuchte die Buchholzsche Anstalt in Riga und danach das Livländische Landesgymnasium in Birkenruh bei Wenden.
Seine militärische Laufbahn begann am 1. Juni 1847, als er mit dem Dienstgrad eines Unteroffiziers in das II. Sankt Petersburger Grenadier-Regiment Friedrich Wilhelm III. eintrat. Dieses Regiment wurde später in Sankt Petersburger Leibgarderegiment König Friedrich Wilhelm III. umbenannt. Am 17. Februar 1849 wurde er zum Unterfähnrich und am 20. Mai 1849 zum Fähnrich befördert. Gleichzeitig wurde er zum Reserve- Bataillon des Grenadierregiments des Prinzen Eugen von Württemberg abkommandiert, 1850 wurde er in den aktiven Teil des Regiments versetzt. 1852 wurde er zum Second-Leutnant befördert und in sein ehemaliges Regiment nach Sankt Petersburg zurück beordert. Es folgten 1854 die Beförderungen zum Leutnant und 1855 zum Stabskapitän. Von 1854 bis 1855 war er mit seinem Regiment zum Schutze der estländischen Küste eingeteilt. 1856 nahm er mit seinem Regiment, als Teil des Garde- und Grenadierkorps, an den militärischen Feierlichkeiten zur Krönung Zar Alexander II. in Moskau teil. 1863 war er als militärischer Abgeordneter, anlässlich eines Festaktes, nach Berlin kommandiert worden, während dieses Aufenthaltes wurde er mit dem  Königlich-preußischen Kronenorden (3. Klasse) dekoriert. Seine Beförderung zum Kapitän erfolgte ebenfalls im Jahre 1863, in diesem Jahr war er auch während der Niederwerfung des Polnischen Aufstands bei Kampfhandlungen eingesetzt. Seine Beförderung zum Major fand 1864 statt und 1865 wurde er zum Chef einer Schützenkompanie ernannt. Im Jahr darauf wurde er Bataillonskommandeur und 1867 zum Oberstleutnant befördert und 1869 À la suite in der Armeeinfanterie gestellt.
Während seiner Stationierung in Druskininkai (Gouvernement Grodno) erlitt er einen Schlaganfall, an deren Folgen er am 14. Juni 1871 verstarb.

## Auszeichnungen
- 1858 Russischer Sankt Stanislaus-Orden (3. Klasse)
- 1863 Russischer Orden der Heiligen Anna (3. Klasse)
- 1863 Königlich-preußische Kronenorden (3. Klasse)
- 1864 Sankt Stanislaus-Orden (2. Klasse)
- 1866 Sankt Stanislaus-Orden (2. Klasse mit Krone)

## Herkunft und Familie
Otto Woldemar stammte aus dem baltischen Adelsgeschlecht von Freymann a.d.H. Nursie (II. Linie) und war der Sohn des Rudolph Friedrich von Freymann (1786–1850) und seiner Gattin zweiter Ehe Elisabeth Charlotte von Schroeder (* 1828). Am 18. Juni 1859 hatte er sich mit Pauline Sophie Catharina von  Stackelberg (1828–1903) verheiratet. Ihre Nachkommen waren: 
- Rudolph Carl Wilhelm von Freymann a.d.H. Nursie (1860–1934), Stallmeister
- Karl von Freymann a.d.H. Nursie (1861–1920), russischer Generalmajor
- Elisabeth Natalie Constance (* 1863 in Warschau; † 1931) ⚭ Eduard Karl von Freymann (1855–1920), Generalleutnant
- Otto Friedrich von Freymann a.d.H. Nursie (*/† 1864)
- Arthur Wilhelm von Freymann a.d.H. Nursue (* 1866 in Warschau; † 1903 in Sankt Petersburg), russischer Stabskapitän
- Olga Anna von Freymann a.d.H. Nursie (1871–1872)